# دايفيد سميث (لاعب كرة طائرة)
دايفيد سميث (بالإنجليزية: David Smith)‏ (و. 1985  م) هو لاعب كرة طائرة، ولاعب كرة طائرة شاطئية، من الولايات المتحدة، ولد في لوس أنجلس، شارك في ألعاب أولمبية صيفية 2012، والكرة الطائرة في الألعاب الأولمبية الصيفية 2016، يلعب كليبرو ‏.

## روابط خارجية
- دايفيد سميث على موقع الاتحاد الأوروبي (الإنجليزية)
- دايفيد سميث على موقع عالم الكرة الطائرة (الإنجليزية)
- دايفيد سميث على موقع Ligue Nationale de Volley (الفرنسية)
- دايفيد سميث على موقع اللجنة الأولمبية الدولية (الإنجليزية)
- دايفيد سميث على موقع أوليمبيديا (الإنجليزية)
- دايفيد سميث على موقع اللجنة الأولمبية والبارالمبية الأمريكية (الإنجليزية)